# Аммицу
Аммицу (яп. あんみつ) — традиционный холодный японский десерт.

## Название
Название происходит от названия пасты из бобов адзуки «анко» (отсюда «ан» — первая часть слова «ан-мицу»; по правилам фонетики японского языка «н» перед губными согласными переходит в «м», поэтому слово произносится и пишется «аммицу») и чёрного сиропа «мицуи» (последняя часть слова «аммицу»).

## Приготовление
Изготовлен с использованием агара, сделанного из водорослей. Агар, растворённый в воде или фруктовом соке, образует желе.
Аммицу состоит из бобовой пасты анко, которая кладется вместе с шариками мороженого, обычно мороженое из зелёного чая или ванильное. Также в аммицу добавляют ёкан из кокоса, чая маття, бобовой пасты анко или других фруктов, которые сочетаются с остальным наполнением десерта.
Немаловажным компонентом являются свежие фрукты, которые подходят к текущему сезону, например: клубника, виноград, кусочки персиков, мандарины и т.д.

## Сервировка
Обычно подаётся в миске вместе с варёной фасолью или сладкой пастой из бобов адзуки, которая называется «анко». В других случаях подают разнообразные фрукты, например, кусочки дыни, маринованные апельсины, ананасы, консервированные фрукты, клубнику и другие, в зависимости от сезона и наличия. Традиционно аммицу подаётся к столу с небольшой чашкой сладкого чёрного сиропа, или «мицуи», которым поливают желе прежде чем его съесть. Едят аммицу ложкой или вилкой. Это холодный десерт, поэтому подаётся во время жаркого летнего дня.